# Derio
Derio ist eine Stadt und Gemeinde in der nordspanischen Provinz Bizkaia im Baskenland.
Derio hat 7.168 Einwohnern (Stand: 2024) und gehörte bis 1983 zur Stadt Bilbao, heute ist sie Teil der Comarca Gran Bilbao.